# Nora Delgado
Nora Josefina Delgado Lugo (Tapipa, Caucagua, 29 de diciembre de 1959), conocida simplemente como Nora Delgado, es una ingeniera y política venezolana; fue diputada a la Asamblea Nacional de Venezuela por la Circunscripción 5 del estado Miranda.  Resultó elegida diputada en las elecciones parlamentarias de Venezuela de 2015. Actualmente es la alcaldesa del municipio Brión del estado Miranda tras ser electa en las elecciones municipales de Venezuela de 2017. También se desempeñó como miembro de la Asamblea Nacional Constituyente de 2017.